# Кудыкина гора
Кудыкина гора (На куды́кину го́ру, на куды́кино по́ле, на куды́кин о́стров) — фразеологические обороты русского языка.
Происходят от русского слова кудыка (образование от наречия куды) — человека, спрашивающего охотника, куда тот направляется. По народному поверью делать это строго воспрещается, поэтому в ответ этому человеку охотники обычно говорят: на кудыкину гору, на кудыкино поле, на кудыкин остров. Существует примета, что если у человека спросить, куда он идёт, то в пути ему не будет удачи.
Согласно словарю Даля, словосочетание кудыкать кур означает «спрашивать, без надобности, встречных: куда идёшь?».
В словаре Ожегова кудыкать означает спрашивать (идущего) «куда?».
Само выражение представляет собой завуалированный и часто негативно-окрашенный ответ — «Не твоё дело», или нежелание отвечать вообще. Существуют и связанные с этим выражением поговорки: «Не кудыкай, счастья не будет» и «Не кудыкай, пути не будет».
В расширенном варианте ответ звучит «На кудыкины горы собирать (воровать) помидоры».

## Дополнительные факты
В Орехово-Зуевском городском округе Московской области по соседству расположены две деревни: Кудыкино и Гора (до революции Гора входила в состав Кудыкинской волости).